# Ismaiłbiek Taranczijew
Ismaiłbiek Taranczijew (ros. Исмаилбек Таранчиев, ur. 6 kwietnia 1923 w miejscowości Besz-Küngöj w Kirgistanie, zm. 18 marca 1944) – radziecki lotnik wojskowy, młodszy porucznik lotnictwa, Bohater Związku Radzieckiego (1991).

## Życiorys
Urodził się w kirgiskiej rodzinie chłopskiej, skończył 8 klas, od czerwca 1941 służył w Armii Czerwonej, w 1943 skończył wojskową lotniczą szkołę pilotów w Czkałowie. W 1944 został członkiem WKP(b), był lotnikiem 566 lotniczego pułku szturmowego 277 Lotniczej Dywizji Szturmowej 13 Armii Powietrznej Frontu Leningradzkiego, 26 lutego 1944 podczas ataku na lotnisko wroga w Tartu zniszczył 3 niemieckie samoloty. 18 marca 1944 podczas ataku na wojska i technikę wojskową wroga skierował swój samolot w zgrupowanie niemieckich czołgów i rozbił go, ginąc przy tym.

## Odznaczenia
- Złota Gwiazda Bohatera Związku Radzieckiego (pośmiertnie, 5 maja 1991)
- Order Lenina (pośmiertnie, 5 maja 1991)
- Order Wojny Ojczyźnianej I klasy
- Order Czerwonej Gwiazdy

I medal.